# SN 2003ap
SN 2003ap – supernowa typu Ia odkryta 9 lutego 2003 roku w galaktyce A095052-2151. W momencie odkrycia miała maksymalną jasność 16,70m.